# Norra militärdistriktet (Ryssland)

Norra militärdistriktets ansvarsområde

Emblem

För det tidigare svenska militärdistriktet, se Norra militärdistriktet (Sverige)
Norra militärdistriktet (ryska: Северный военный округ: Severnyj vojennyj okrug) är ett av Rysslands militärdistrikt, som före januari 2021 var känt som OSK Nord (ryska: Объединённое стратегическое командование «Северный флот»: Objedinjonnoje strategitjeskoje komandovanije "Severnyj flot"; ung. "Nordflottans gemensamma strategiska kommando"). Det är ett av fem militärdistrikt för Rysslands väpnade styrkor med jurisdiktion primärt inom de norra delarna av Europeiska Ryssland samt Nordatlanten.

## Geografiskt ansvarsområde
- Murmansk oblast och Arkhangelsk oblast med tillhörande öar, bland andra Novaja Zemlja och Frans Josefs land.
- Komirepubliken och Nentsien, samt militär infrastruktur på ett antal andra av de Nysibiriska öarna.

## Militära enheter

### Enheter på operativ nivå
- Nordflottan
- 14:e armekåren
- 45:e flyg- och luftförsvarsarmén

### Kommando och kontroll
- 516:e sambandscentralen i Severomorsk i Murmansk oblast
- 420:e underrättelsecentret för NFL Spetsnaz i Kola i Murmansk oblast
- 186:e centret för elektronisk krigföring i Severomorsk i Murmansk oblast

### Övriga
- 61:e marininfanteribrigaden, förlagd till Sputnik i Murmask Oblast
- 536:e kustartilleribrigaden i Snezjnogorsk
- 180:e mariningenjör- och vägbyggandebataljonen i Severomorsk i Murmansk oblast
- 3805:e materialtekniska försörjningsbasen i Sjonguj